# Štefan Zagoričnik
Štefan Zagoričnik, slovenski rudarski inženir, * 24. januar 1921, Zabukovica, † 1. november 1991, Ljubljana.
Zagoričnik je leta 1953 diplomiral na ljubljanski Fakulteti za rudarstvo, metalurgijo in kemijsko tehnologijo in se nato za kratek čas zaposlil v Strojni tovarni Trbovlje, ter nato do 1988 delal v velenjskem premogovniku. Ukvarjal se je predvsem z vprašanji podpiranja jamskih prostorov in projektiranjem. Patentiral je jekleno stojko z izmenljivo objemko ter 4 rešitve za jamsko jekleno podporje in jamske verižne transporterje. Izdelal je preko 380 projektov in več kot 20 strokovnih študij in objavil 23 znanstvenih člankov. Bil je zaslužni član Zveze geoloških, rudarskih in metalurških inženirjev in tehnikov Slovenije in od 1985-1991 tudi njen predsednik.